# Arne Berg (Radsportler)

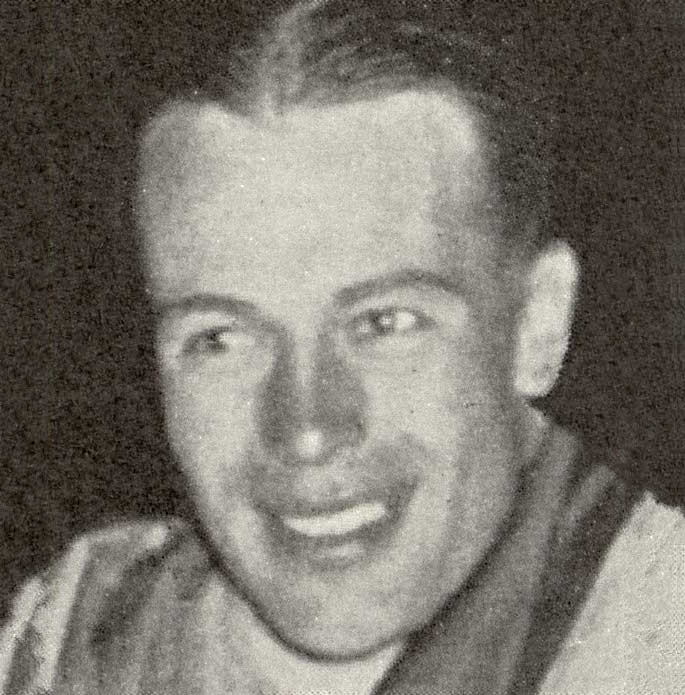
Arne Berg (1930)

Arne Berg (* 3. Dezember 1909 in Ösmo, Nynäshamn; † 15. Februar 1997 in Stockholm) war ein schwedischer Radrennfahrer und nationaler Meister im Radsport.

## Sportliche Laufbahn
Berg war Teilnehmer der Olympischen Sommerspiele 1932 in Los Angeles. Im olympischen Straßenrennen wurde er beim Sieg von Attilio Pavesi 20. des Rennens. Die schwedische Mannschaft mit Berg, Frode Sørensen, Leo Nielsen und Gunner Andersen gewann in der Mannschaftswertung Bronze.
Er war auch Teilnehmer der Olympischen Sommerspiele 1936 in Berlin. Im olympischen Straßenrennen wurde er beim Sieg von Robert Charpentier 16. Die schwedische Mannschaft mit Berg, Berndt Carlsson, Ingvar Ericsson und Sven Johansson kam nicht in die Mannschaftswertung.
1931 gewann er die nationale Meisterschaft im Straßenrennen und im Einzelzeitfahren. Dazu kamen vier weitere Titel in der Mannschaftswertung des Einzelzeitfahrens. 1933 siegte er in der heimischen Schweden-Rundfahrt. Die Meisterschaft der Nordischen Länder im Einzelzeitfahren konnte er 1934 vor Raul Hellberg aus Finnland gewinnen. Mit dem Porvoon ajot gewann er 1935, 1936 und 1938 das älteste finnische Eintagesrennen.
Er startete für den Verein Hammerby IF.